# جرج هوروات
جرج هوروات (انگلیسی: George Horvath؛ زادهٔ ۱۴ مارس ۱۹۶۰ – ۳ مهٔ ۲۰۲۲) ورزشکار پنج‌گانه مدرن اهل سوئد بود.
وی در مسابقات کشوری و بین‌المللی در مجموع برندهٔ ۱ مدال برنز شده‌است.